# 帕帕訥羅特山
46°44′35″N 9°36′13″E / 46.7430546°N 9.6035892°E

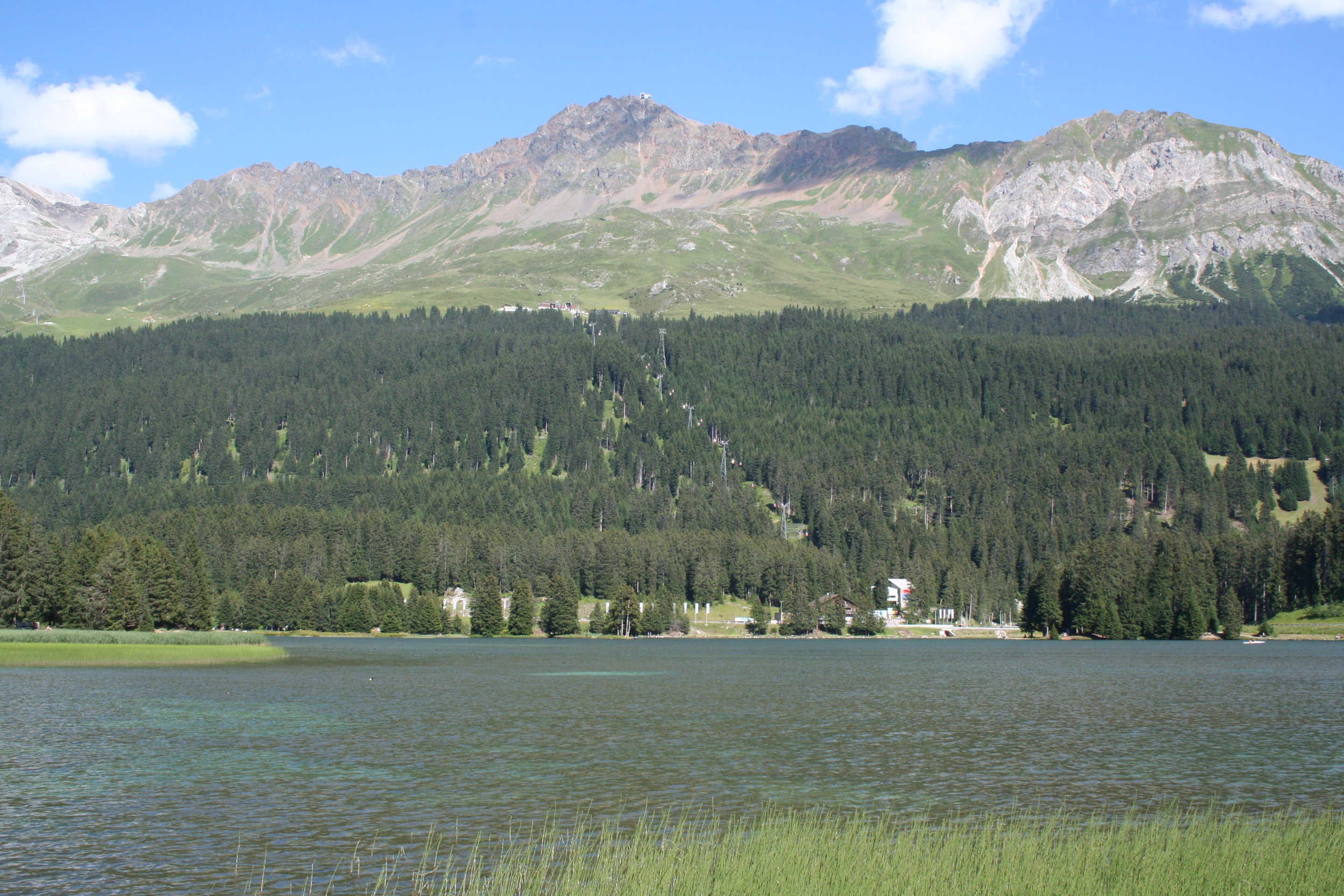

帕帕訥羅特山（Parpaner Rothorn），是瑞士的山峰，位於該國東南部，由格勞賓登州負責管轄，屬於普萊蘇爾阿爾卑斯山脈的一部分，距離阿羅瑟羅特山0.8公里，海拔高度2,899米，每年平均降雨量1,729毫米。